# Catena (isola)
Catena o Cattina (in croato Katina) è un isolotto disabitato della Croazia, situato lungo la costa dalmata settentrionale, nel mar Adriatico; fa parte delle isole Incoronate. Amministrativamente fa parte del comune di Sale, nella regione zaratina. Si trova tra l'isola Lunga (Dugi Otok) e Incoronata.

## Geografia
L'isolotto, di forma molto irregolare, ha un'altezza massima di 115,5 m, una superficie di 1,128 km² e uno sviluppo costiero di 7,107 km. Si allunga a sud-ovest il promontorio Punta Kadena che delimita ad ovest la baia di Porto Catena (Potkatina) chiusa a sud da Abba Grande. Catena è separato dall'isola Lunga dal canale Proversa Piccola (Mala Proversa) largo solo 50 metri e con appena 2 metri di profondità e chiude a sud-est la grande baia di Porto Taier o Porto Tajer (luka Telašćica) che si trova nella parte meridionale dell'isola Lunga. Sul lato sud di Catena il canale Proversa Grande (Vela Proversa), larghezza minima 100 m circa, adatto alla navigazione, la separa da Incoronata. Il tratto di mare racchiuso tra Abba Superiore, Bucci grande e la costa orientale di Catena si chiama porto Proversa (luka Proversa).

### Isole adiacenti
- Abba Superiore o Abo (Gornja Aba), a nord-est.
- Isolotti Bucci (Buč Veli e Buč Mali), a est.
- Katinica (o Prijateljica), piccolo scoglio a est, tra Catena e lo scoglio Bucci a circa 350 m[3], al centro di porto Proversa; ha un'area di 753 m²[10] 43°52′53″N 15°13′51″E.
- Abba Grande o Abatuta (Aba Vela, Aba Donja), a sud di porto Catena.
- Školjić, piccolo scoglio ad ovest di Catena a circa 190 m[3]; ha un'area di 429 m²[10] 43°04′53″N 15°12′43″E.

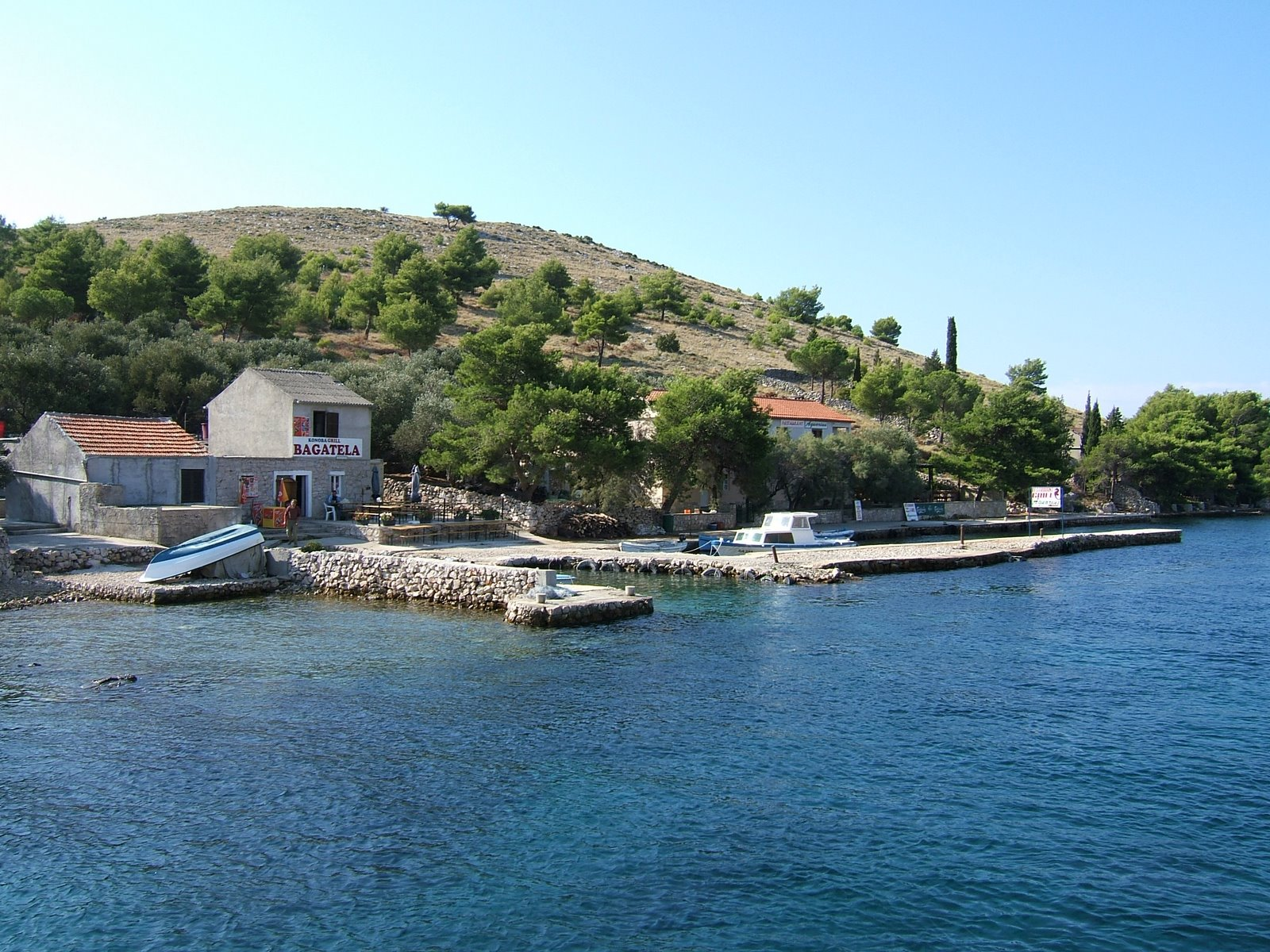
Porticciolo a nord, che dà sul canale Proversa Piccola.

### Cartografia
- (HR) Mappa topografica della Croazia 1:25000, su preglednik.arkod.hr. URL consultato il 27 febbraio 2017.
- G. Giani, Carta prospettiva delle Comuni censuarie della Dalmazia, foglio 2, 1839. Fondo Miscellanea cartografica catastale, Archivio di Stato di Trieste.
- Carta di cabottaggio del mare Adriatico, foglio VII, Milano, Istituto geografico militare, 1822-1824. URL consultato il 17 febbraio 2017 (archiviato dall'url originale il 13 aprile 2013).